# Pietro, figlio di Töre
Pietro, figlio di Töre (in ungherese Töre fia Péter; ... – 1213), fu un nobile ungherese che ricoprì il ruolo di giudice reale nel 1198, durante il regno di Emerico.
Pietro è perlopiù noto perché capeggiò un gruppo di aristocratici magiari nell'ambito dell'assassinio di Gertrude di Merania, regina consorte d'Ungheria, il 28 settembre 1213.

## Biografia
Indicato dalle fonti come figlio di Töre (anche Turoy, Turwey o Toraj), secondo dei documenti dalla dubbia autenticità Pietro rivestì il primo incarico politico in veste di ispán del comitato di Pozsony dal 1193 al 1195 durante il tardo regno del re Béla III.. Viene poi menzionato come ispán del comitato di Bihar nel 1197. L'anno seguente, il re Emerico lo nominò giudice reale, in sostituzione di Esaù. Oltre a ciò, svolse altresì la funzione di ispán del comitato di Szolnok. Nel 1199, perse entrambe le dignità, sostituito rispettivamente da Mika Ják e Ampud (figlio del palatino Ampud).
I suoi feudi si trovavano in Sirmia e a sud del comitato di Bács, sviluppandosi attorno a Pétervárad, la moderna Petervaradino, situata in Serbia, che deve a lui il nome. Nel 1201, ricoprì la carica di ispán del comitato di Sopron. Fino al 1207, Pietro scomparve dalle fonti contemporanee, benché sia presumibile che avesse sostenuto il ribelle duca Andrea contro il re Emerico nell'ambito della cosiddetta guerra dei fratelli, incapace quindi di ricoprire cariche politiche nella corte reale. Dopo l'ascesa al trono di Andrea nel 1205, Pietro appartenne alla famiglia reale della regina. Tra il 1207 e il 1210, svolse la funzione di giudice reale per la regina Gertrude (in latino curialis comes regine), dopodiché fu sostituito in tale posizione da Bánk Bár-Kalán. Inoltre, Pietro svolse anche la funzione di ispán del comitato di Szolnok per la seconda volta (1207) e di ispán del comitato di Csanád dal 1207 fino alla sua morte. Infine ricoprì anche la carica di ispán del comitato di Bács tra il 1210 e il 1212. Nel 1211, Pietro partecipò alla campagna reale contro il principato di Galizia.

### Assassinio della regina Gertrude
Quando Andrea II lasciò l'Ungheria per una nuova campagna contro la Galizia, un gruppo di aristocratici ungheresi, approfittando dell'assenza del re, catturò e assassinò la regina Gertrude e molti dei suoi cortigiani sui monti Pilis il 28 settembre 1213. Il corpo di Gertrude fu fatto a pezzi, mentre suo fratello Bertoldo, l'arcivescovo di Caloccia e Leopoldo VI di Babenberg, duca d'Austria, riuscirono a scampare per miracolo. La defunta Gertrude fu poi tumulata nell'abbazia di Pilis. Secondo i resoconti medievali, Pietro massacrò personalmente la regina, mentre il palatino Bánk Bár-Kalán, i fratelli Kacsics (Simone e Michele) e altri nobili furono anch'essi coinvolti nella cospirazione.
La motivazione che spinse gli assassini a cospirare rimane incerta. Secondo una tradizione di epoca successiva, il fratello della regina Gertrude (Bertoldo) violentò la moglie di Bánk, il quale uccise la regina perché riteneva che avesse incoraggiato suo fratello. Questa versione viene riportata dal Chronicon rhythmicum Austriacum intorno al 1270, che fu ripresa dalle cronache magiare del XIV secolo (Chronica Hungarorum, Annales Posonienses ecc.). Il linguista János Horváth ha sostenuto che i cronisti in realtà facevano riferimento al tentativo di assassinio del coevo Feliciano Záh (1330) contro Carlo I d'Ungheria, quando descrivono la morte di Gertrude. Anche il Bánk bán di József Katona (accompagnato dalla musica di Ferenc Erkel), dove Pietro viene presentato come il bano Petúr, ha abbracciato e contribuito a diffondere questa versione degli eventi. Ulteriori documenti del XV secolo che si basano su De fundatoribus monasterii Diessensis affermano che Gertrude fu assassinata innocentemente, perché non conosceva le intenzioni e il crimine di Bertoldo.
È molto più probabile che i nobili ungheresi guidati da Pietro, infastiditi dal favoritismo palesato dalle regina Gertrude verso il suo seguito tedesco, temessero di perdere definitivamente le proprie posizioni di corte e la propria influenza. In precedenza, i due fratelli di Gertrude, Ecberto, vescovo di Bamberga, ed Enrico II, margravio d'Istria, fuggirono in Ungheria nel 1208 dopo essere stati accusati di aver partecipato all'omicidio di Filippo, re di Germania. Bertoldo di Caloccia (dal 1206) fu anche nominato bano di Slavonia nel 1209 e in seguito voivoda di Transilvania nel 1212 a seguito dell'allontanamento di Bánk Bár-Kalán e Michele Kacsics, rispettivamente. La generosità di Andrea verso i parenti e i conterranei tedeschi della moglie non poteva inoltre che scontentare gli aristocratici locali. L'anonimo autore della Gesta Hungarorum si riferisce poi ai tedeschi del Sacro Romano Impero quando afferma sarcasticamente che «ora [...] i Romani si impicciano dei beni dell'Ungheria». Alcune fonti menzionano pure una famosa lettera di Giovanni, arcivescovo di Strigonio in cui si legge il passaggio «Reginam occidere». Lo storico Tamás Körmendi ha preso in considerazione la motivazione personale di Pietro dietro l'omicidio.

### Esecuzione
Quando Andrea II apprese la notizia dell'omicidio della moglie, interruppe la campagna in Galizia e tornò a casa. Ordinò l'esecuzione dell'assassino, Pietro, figlio di Töre, che fu impalato nell'autunno del 1213 e le sue terre furono confiscate. Stando alla continuazione della cronaca di Magnus di Reichersberg, Pietro fu giustiziato insieme alla moglie e all'intera famiglia. Tuttavia, i complici di Pietro, tra cui il palatino Bánk, non ricevettero delle punizioni severe, a causa della situazione politica in corso e dell'instabilità del potere di Andrea. Bánk ricoprì altresì diverse posizioni influenti pure dopo l'assassinio.
Solo il duca Béla, figlio di Andrea e Gertrude, si vendicò dopo essere stato nominato duca di Transilvania e iniziò a rivedere la politica del padre. Nel 1228, confiscò i feudi di Bánk e dei fratelli Kacsics, che avevano cospirato contro sua madre. Tamás Körmendi ha ritenuto che fossero tutti vittime di intrighi di potere e di epurazioni, e che fossero accusati di cospirazione puramente per ragioni politiche. Secondo un documento della corona emessa nel 1237, Béla IV, divenuto allora re, donò le vecchie terre di Pietro ai cistercensi alla recentemente fondata abbazia di Bélakút, che appartenevano all'arcidiocesi di Caloccia.